# Viva Victoria
Viva Victoria is een televisieformat van Sputnik Media. Het werd uitgezonden op de Belgische zender één in het najaar van 2007.
In het programma worden telkens vier kandidaten geconfronteerd met hun ergste nachtmerrie: hoogte, honden, spinnen, water, kleine ruimtes of andere ogenschijnlijk gewone dingen waarvoor deze mensen een panische angst hebben. Door middel van drie opdrachten probeert men de kandidaten stap voor stap van hun fobie af te helpen.
De Vlaamse versie van het programma werd door Ilse Van Hoecke gepresenteerd. Ze kreeg daarbij de professionele hulp van psychologe Tine Daeseleire.
In 2008 werd er ook een Nederlandse versie geproduceerd voor de EO met als titel Fearfighters.